# Filmkomponist
Ein Filmkomponist, auch Filmmusikkomponist, ist ein Komponist, der in enger Zusammenarbeit mit dem Filmregisseur und/oder dem Produzenten die Filmmusik zu einem Film oder einer Fernsehserie schreibt, meist im Rahmen der Postproduktion. Der bedeutendste Filmpreis ist der Academy Award (Oscar) für die Beste Filmmusik („Best Original Score“).
Der Ursprung des Filmkomponisten liegt in den Anfängen der Filmgeschichte, als Stummfilme von Pianisten begleitet wurden und die ersten Filmkomponisten die Musik speziell als Klaviersatz für den Pianisten oder als Partitur für Orchester schrieben. Erst nach dem Aufkommen des Tonfilms wurde Filmmusik im Studio aufgezeichnet. Seitdem existieren vielfältige Ausprägungen der Herstellung von Filmmusik, etwa mit Synthesizern (Hans Zimmer), in Form von Jazz (Henry Mancini) oder mit Sinfonieorchestern (John Williams).

## Aufgabengebiet
Mit ihrer Musik tragen Filmkomponisten wesentlich zur Wirkung von Filmen bei, denn sie beeinflusst die Ausdruckskraft der filmischen Bilder auf vielfältige Weise: Filmmusik transportiert Emotionen, kreiert eine Atmosphäre oder Stimmung, konstruiert die Filmwelt räumlich, kommentiert oder illustriert das Geschehen und strukturiert die Erzählung. Mit unterschiedlichen Schwerpunkten gilt dies für filmische Werke verschiedener Art, wie z. B. Spielfilme, Dokumentarfilme, Fernsehserien, Fernsehnachrichten, Magazinsendungen oder Kino- und Fernsehwerbung. Je nach Verwendungszweck werden dabei spezifische Ansprüche an die Musik und unterschiedliche Budgets für deren Erstellung zur Verfügung gestellt. Manchmal wird allerdings auch gar kein Komponist beschäftigt, sondern es werden stattdessen die Nutzungsrechte für bestehende Musik erworben. Film- und Fernsehmusik kann sich über eine Vielzahl von Stilrichtungen erstrecken, mit denen sich der Filmkomponist dementsprechend auskennen muss. Sie ist in erster Linie nicht als eigenständiges musikalisches Werk anzusehen, sondern als Teil des filmischen Produkts, dem der Komponist mit seiner Arbeit dienen muss; sie erlangt jedoch zuweilen auch außerhalb davon einen eigenen Bekanntheits- und Beliebtheitsgrad und wird z. B. über Soundtrack-Alben vermarktet. Vor allem Filmsongs werden oft nicht nur für den Film (z. B. ein Filmmusical), sondern auch im Hinblick auf eine spätere vom Film losgelöste Veröffentlichung hin konzipiert.

## Bekannte Komponisten
Zu den weltweit bekanntesten Filmkomponisten zählen:
- Craig Armstrong (William Shakespeares Romeo & Julia; Tatsächlich… Liebe; World Trade Center)
- David Arnold (Independence Day; Godzilla; mehrere James-Bond-Filme)
- Malcolm Arnold (Die Brücke am Kwai; Neun Stunden zur Ewigkeit)
- Klaus Badelt (Catwoman; Equilibrium; 16 Blocks)
- John Barry (James Bond 007 – Liebesgrüße aus Moskau und weitere Filme der James-Bond-Reihe; Jenseits von Afrika; Der mit dem Wolf tanzt)
- Elmer Bernstein (Die glorreichen Sieben; Die Glücksritter)
- Bill Conti (Rocky)
- Vladimir Cosma (Der große Blonde mit dem schwarzen Schuh; Die Abenteuer des Rabbi Jacob; Brust oder Keule; La Boum – Die Fete)
- Georges Delerue (Jules und Jim; Abenteuer in Rio; Viva Maria!; Der Schakal; Die amerikanische Nacht; Die Spaziergängerin von Sans-Souci)
- Alexandre Desplat (Der seltsame Fall des Benjamin Button; Harry Potter und die Heiligtümer des Todes – Teil 1 & 2; Grand Budapest Hotel; Shape of Water – Das Flüstern des Wassers)
- Patrick Doyle (Harry Potter und der Feuerkelch; Mord im Orient Express; Gosford Park)
- Danny Elfman (Die Simpsons; Batman; Nightmare Before Christmas; Men in Black; Spider-Man)
- Michael Giacchino (Die Unglaublichen 1 & 2; Mission: Impossible 3 & 4; Jurassic World-Filme; Rogue One: A Star Wars Story)
- Jerry Goldsmith (Planet der Affen; Chinatown; Das Omen I, II und III; Basic Instinct)
- Harry Gregson-Williams (Der Staatsfeind Nr. 1; Shrek – Der tollkühne Held und Fortsetzungen; Die Chroniken von Narnia: Teil 1 & 2; Königreich der Himmel)
- Bernard Herrmann (Citizen Kane; Der unsichtbare Dritte; Psycho; Taxi Driver)
- Joe Hisaishi (Studio-Ghibli-Filme; insbesondere die Filme Hayao Miyazakis)
- James Horner (Braveheart; Titanic; A Beautiful Mind; Avatar)
- James Newton Howard (Auf der Flucht; Signs; King Kong; Die Tribute von Panem-Reihe; Phantastische Tierwesen-Reihe)
- Steve Jablonsky (Transformers und Fortsetzungen; Deepwater Horizon; Ender’s Game – Das große Spiel; Pain & Gain)
- Pierre Jansen (Zwei Freundinnen; Die untreue Frau; Das Biest muß sterben; Der Schlachter)
- Michael Kamen (Stirb langsam; Lethal Weapon – Zwei stahlharte Profis; Robin Hood – König der Diebe; 101 Dalmatiner)
- Erich Wolfgang Korngold (Unter Piratenflagge; Ein rastloses Leben; Robin Hood, König der Vagabunden)
- Henry Mancini (Frühstück bei Tiffany; Hatari! (Baby Elephant Walk); Der rosarote Panther, Peter Gunn-Titelmelodie und weitere Filme der Pink-Panther-Reihe)
- Ennio Morricone (Spiel mir das Lied vom Tod; Der Clan der Sizilianer; Mission; The Untouchables; Die Legende vom Ozeanpianisten)
- Thomas Newman (Der Pferdeflüsterer; Bridge of Spies – Der Unterhändler; James Bond 007 – Skyfall)
- Leonard Rosenman (Barry Lyndon; Dieses Land ist mein Land)
- Nino Rota (La Strada, Der Leopard, Romeo und Julia; Der Pate I und II)
- Miklós Rózsa (Ben Hur; Julius Caesar, Quo vadis?)
- Alan Silvestri (Judge Dredd; Zurück-in-die-Zukunft-Trilogie; Forrest Gump; Predator 1 & 2; Marvel’s The Avengers)
- Howard Shore (Das Schweigen der Lämmer; Aviator; Der-Herr-der-Ringe-Trilogie & Der-Hobbit-Trilogie; Hugo Cabret)
- Max Steiner (Der Verräter; Vom Winde verweht; Casablanca; Tag und Nacht denk’ ich an Dich)
- Karel Svoboda (Drei Haselnüsse für Aschenbrödel; Der Salzprinz; Wickie und die starken Männer; Biene Maja; Wunderbare Reise des kleinen Nils Holgersson mit den Wildgänsen; Pinocchio)
- Frank De Vol (Rat mal, wer zum Essen kommt und Große Lüge Lylah Clare)
- John Williams (Der weiße Hai; Krieg der Sterne und weitere Filme der Star-Wars-Reihe; E.T.; Schindlers Liste; Der Soldat James Ryan; Lincoln)
- Hans Zimmer (Der König der Löwen; Gladiator; Pirates of the Caribbean – Fluch der Karibik 2 und Fortsetzungen; Batman Begins und Fortsetzungen; Inception; Interstellar)

Neben den Komponisten, die sich auf Filmmusiken spezialisiert haben, wurden zahlreiche Filmmusiken von Komponisten komponiert, bei denen die Filmmusik nur ein Genre unter vielen war, oder die hauptsächlich als Interpreten bekannt waren, so beispielsweise Dmitri Schostakowitsch, Alfred Schnittke, Edison Denisov, Aaron Copland, William Walton, André Previn oder Daft Punk.
Zu den bekanntesten hauptsächlich im deutschsprachigen Film und Fernsehen tätigen Komponisten gehören:
- Peter Thomas (Edgar-Wallace-Filme; Jerry-Cotton-Filme; Raumpatrouille; Der Kurier der Kaiserin)
- Martin Böttcher (Edgar-Wallace-Filme, Karl-May-Filme und Pater-Brown-Filme)
- Klaus Doldinger (Das Boot; Tatort; Ein Fall für zwei; Die unendliche Geschichte)
- Niki Reiser (Jenseits der Stille; Nirgendwo in Afrika; Alles auf Zucker; Im Winter ein Jahr)